# Multimängd
En multimängd är inom matematik en generalisering av begreppet mängd. En multimängd kan till skillnad från en mängd innehålla ett element flera gånger. I likhet med en mängd spelar dock inte ordningen av elementen någon roll i en multimängd.
Det antal gånger ett element förekommer i en multimängd kallas för elementets multiplicitet. Antalet element i en multimängd, medräknat element som förekommer flera gånger, kallas för multimängdens kardinalitet.

## Formell definition
En multimängd definieras formellt som ett par (S, m) av en mängd S och en funktion m från S till de positiva heltalen. Funktionen m är multipliciteten för ett elementen i S, dvs, hur många gånger varje element förekommer i multimängden.
Om S är en mängd i ett universum U kan definitionen av en multimängd förenklas till att vara endast en funktion m från U till de naturliga talen, då m antar värdet 0 för de element som inte är i mängden.

## Operationer på multimängder
Om A och B är multimängder kan man definiera operationerna multimängdsumma {\displaystyle A\uplus B}, multimängdunion {\displaystyle A\cup B} och multimängdsnitt {\displaystyle A\cap B} genom att ett element som har multiplicitet a i A och multiplicitet b i B har multiplicitet
a + b i {\displaystyle A\uplus B}.
max(a, b) i {\displaystyle A\cup B}.
min(a, b) i {\displaystyle A\cap B}.

## Exempel
Ett heltal n kan faktoriseras unikt i primtal (upp till ordningen på faktorerna) och denna faktorisering kan uttryckas som en multimängd. Exempelvis kan 120 faktoriseras som 233151, vilket vi kan uttrycka som multimängden {2, 2, 2, 3, 5}. Den underliggande mängden är i detta fallet alla primtalsfaktorer i n.
Om två tal a och b har primtalsfaktoriseringar A och B, uttryckta som multimängder så får man att deras produkt ab har primtalsfaktorisering {\displaystyle A\uplus B}, deras största gemensamma delare har primtalsfaktorisering {\displaystyle A\cap B} och deras minsta gemensamma multipel har primtalsfaktorisering {\displaystyle A\cup B}.

## Antal multimängder
Antalet multimängder med kardinalitet k där elementen tas från en mängd med ändlig kardinalitet n brukar betecknas {\displaystyle \textstyle \left(\!\!{n \choose k}\!\!\right)}. Notationen är vald för att likna den för binomialkoefficienter, som även kan användas för att räkna ut talet:
{\displaystyle \left(\!\!{n \choose k}\!\!\right)={n+k-1 \choose k}={\frac {(n+k-1)(n+k-2)\cdots (n+1)n}{k!}}={\frac {n^{\overline {k}}}{k!}}}
där täljaren i sista bråket är en ökande potens. Detta kan jämföras med att binomialkoefficient kan skrivas som:
{\displaystyle {n \choose k}={\frac {n^{\underline {k}}}{k!}}}
där täljaren i bråket är en fallande potens.
Antalet multimängder uppfyller:
{\displaystyle \left(\!\!{n \choose k}\!\!\right)=\left(\!\!{n \choose k-1}\!\!\right)+\left(\!\!{n-1 \choose k}\!\!\right)}